# Herrenhaus Zimmerhausen
Das Herrenhaus Zimmerhausen (polnisch Pałac w Mechowie) ist ein verfallenes Herrenhaus in Mechowo (deutsch Zimmerhausen) in der Gmina Płoty (Plathe) in der Woiwodschaft Westpommern in Polen. Historisch gehörte es zu Hinterpommern.

## Geschichte
Ab 1801 war Henning Dionysius Ludwig von Blankenburg  (1764–1813) Besitzer des Allodial-Ritterguts Zimmerhausen. Er ließ das schlichte einstöckige Herrenhaus mit zweistöckigen Flügeln erbauen. Unter den späteren Besitzern war der Enkel des oben genannten, der Parlamentarier Moritz von Blankenburg, ein Jugendfreund des Politikers Otto von Bismarck und Mitglied im Kreis der protestantischen Erweckungsbewegung. Moritz Tochter Magdalena von Blanckenburg heiratete 1864 auf Zimmerhausen Waldemar von Roon. Erben wurden aber die Brüder Walter von Blanckenburg (1855–1899), Ehrenritter des Johanniterordens, und sein jüngerer Bruder Günther von Blanckenburg.
1939 erhielt der Baukörper einen etwas vergrößerten Vorbau. Zum von Blanckenburgischen Rittergut Zimmerhausen gehörten zeitgleich noch 1220 ha. Davon waren 229 ha Waldbestand. Eigentümer war spätere Major Jürgen von Blanckenburg (1891–1946), Verwalter Otto Strohmeyer. Das Nebengut Kardemin umfasste 345 ha und stand im Besitz des Neffen, Leutnant Henning von Blanckenburg (1918–1941), als Pächter agierte Jürgen.